# Tommy Lee Jones
Tommy Lee Jones (San Saba, Texas, 15 de setembre de 1946), és un actor i director de cinema estatunidenc guanyador d'un Oscar al millor actor secundari i d'un Globus d'Or per la pel·lícula El fugitiu.
És conegut sobretor per les seves interpretacions com a Samuel Gerard a El fugitiu i U.S. Marshals, Double Face a Batman Forever, com a Agent K a la pel·lícula de ciència-ficció Homes de Negre, com a Woodrow F. Call a la sèrie Lonesome Dove i com al xèrif Ed Tom Bell a No Country for Old Men.

## Biografia
Nascut el 15 de setembre de 1946 a San Saba, al cor de Texas, Tommy Lee Jones pot ser considerat com un "verdader estatunidenc": té no només avantpassats gal·lesos sinó també avis cherokees.
Com el seu pare, Tommy Lee Jones treballa al principi a la indústria del petroli i en construccions submarines. Després del seu pas per la prestigiosa St. Mark's School of Texas, una escola reservada a la futura elit masculina americana, entra a la Universitat Harvard, on comparteix la seva cambra amb Al Gore.
La universitat va ser també l'ocasió per a Tommy Lee Jones de mostrar el seu talent com a jugador de futbol americà. Malgrat això, deu dies després d'haver rebut el seu diploma de literatura anglesa, Tommy entra, als 23 anys, al món de l'espectacle per a una obra titulada A Patriot for Me, a Broadway. i poc més tard s'estrena al cinema sota la direcció d'Arthur Hiller a Love Story
Sempre instal·lat a Nova York, continua les seves aventures teatrals i treballa en diferents obres, ja sigui a Broadway o fora de Broadway: Fortuna and Men's Eyes, Foun on a Garden, Blue Boys, Ulysses in Nighttown... en paral·lel, treballa en un soap titulat One Life to Live, en el qual figurarà fins al 1975. Els anys següents estaran sobretot sacrificats a la televisió, on el seu físic rude i la seva gran veu fan meravelles. Així els telefilms Outside Chance, The Rainmaker i sobretot The Amazing World of Howard Hughes. Se'l veu també en el cinema, però en petits papers i sovint en pel·lícules d'acció fortes: Rolling Thunder, Jackson County Jail.
Jones és nominat per primera vegada als Globus d'Or pel seu paper de Doolittle Lynn a Nashville Lady, de Michael Apted, i Oliver Stone li oferirà el paper de Clay Shaw a JFK, que li suposarà una nominació als Oscars en la categoria de Millor actor secundari. Dos anys més tard, la nominació es plasma en figureta pel seu paper del Marshal Gerard, llançat sobre el rastre de Richard Kimble (Harrison Ford) a El fugitiu. Se l'ha vist després a Blown Away, de Stephen Hopkins, i a Batman forever, de Joel Schumacher, on encarnava el malèfic Doble-Cara. El 1995 va escriure i realitzar una primera pel·lícula, The Good Old Boys, destinada a la televisió.
Després de l'enorme èxit d'Homes de Negre, produïda per Steven Spielberg, i del tòrrid però poc clàssic Volcano, Tommy Lee Jones torna a fer el paper del Marshal Samuel Gerard per a la continuació del Fugitiu, a U.S. Marshals, abans de posar la seva veu al Chip Hazard en el paròdic Small Soldiers, i d'encarnar el controlador judicial Travis Lehman a Doble risc.
Clarament menys present en la pantalla gran que al començament dels anys 90, Tommy Lee Jones, reputat pel seu caràcter poc amè i els seus cops de cara llegendaris, continua tanmateix a la fantasia "especial iaios a l'espai" de Clint Eastwood, Space Cowboys, amb James Garner i Donald Sutherland i la pel·lícula de suspens militar Normes d'intervenció, de William Friedkin, on encarna el coronel Hayes Hodges.
De tornada de les persecucions d'aliens al costat de Will Smith a Homes de Negre II, el 2005, roda la seva segona pel·lícula, Los tres entierros de Melquiades Estrada, després ha actuat a la pel·lícula dels germans Coen, No Country for Old Men. En 2009, té el paper de Dave Robicheaux a la pel·lícula de suspens In the Electric Mist de Bertrand Tavernier.

## Filmografia
| Any  | Pel·lícula                                          | Paper                              | Notes |
| ---- | --------------------------------------------------- | ---------------------------------- | --- |
| 1970 | Love Story                                          | Hank Simpson                       | |
| 1971 | One Life to Live                                    | Dr. Mark Toland                    | telesèrie |
| 1973 | Life Study                                          | Gus                                | |
| 1975 | Eliza's Horoscope                                   | Tommy Lee                          | |
| 1976 | Charlie's Angels                                    | Aram Kolegian                      | TV, 1 episodi |
| 1976 | Smash-Up on Interstate 5                            | Oficial Hutton                     | TV |
| 1976 | La presó del comtat de Jackso (Jackson County Jail) | Coley Blake                        | |
| 1976 | Family                                              | David Needham                      | TV, 1 episodi |
| 1977 | The Amazing Howard Hughes                           | Howard Hughes                      | |
| 1977 | Rolling Thunder                                     | Johnny Vohden                      | |
| 1978 | The Betsy                                           | Angelo Perino                      | |
| 1978 | Eyes of Laura Mars                                  | John Neville                       | |
| 1980 | Coal Miner's Daughter                               | Doolittle 'Mooney' Lynn ('Doo')    | Nominat — Globus d'Or al millor actor musical o còmic                                                                                  |
| 1980 | Barn Burning                                        | Ab Snopes                          | TV |
| 1981 | Back Roads                                          | Elmore Pratt                       | |
| 1982 | The Executioner's Song                              | Gary Mark Gilmore                  | Premi Emmy al millor actor – Minisèries o telefilms                                                                                    |
| 1982 | The Rainmaker                                       | Starbuck                           | TV |
| 1983 | Nate and Hayes                                      | Captain Bully Hayes                | |
| 1984 | The River Rat                                       | Billy                              | |
| 1985 | Cat on a Hot Tin Roof                               | Brick Pollitt                      | TV |
| 1986 | The Park Is Mine                                    | Mitch                              | TV |
| 1986 | La lluna negra (Black Moon Rising)                  | Quint                              | |
| 1986 | Yuri Nosenko, KGB                                   | Steve Daley                        | TV |
| 1987 | Vots trencats (Broken Vows)                         | Pare Joseph McMahon                | TV |
| 1987 | Mà d'or (The Big Town)                              | George Cole                        | |
| 1988 | Stranger on My Land                                 | Bud Whitman                        | TV |
| 1988 | April Morning                                       | Moses Cooper                       | TV |
| 1988 | Dilluns tempestuós (Stormy Monday)                  | Cosmo                              | |
| 1988 | Gotham                                              | Eddie Mallard                      | TV |
| 1989 | Lonesome Dove                                       | Woodrow F. Call                    | Nominat — Premi Emmy al millor actor – Minisèries o telefilms Nominat — Globus d'Or al millor actor secundari - Minisèries o telefilms |
| 1989 | L'equipatge (The Package)                           | Thomas Boyette                     | |
| 1990 | Ocells de foc (Fire Birds)                          | Brad Little                        | |
| 1991 | JFK                                                 | Clay Shaw/Clay Bertrand            | Nominat — Oscar al millor actor secundari Nominat — BAFTA al millor actor secundari                                                    |
| 1992 | Under Siege                                         | William Strannix                   | |
| 1993 | El cel i la terra (Heaven & Earth)                  | Steve Butler                       | |
| 1993 | House of Cards                                      | Jake Beerlander                    | |
| 1993 | El fugitiu (The Fugitive)                           | Marshal Samuel Gerard              | Oscar al millor actor secundari Globus d'Or al millor actor secundari Nominat — BAFTA al millor actor secundari                        |
| 1994 | Volar pels aires (Blown Away)                       | Ryan Gaerity                       | |
| 1994 | The Client                                          | 'Reverend' Roy Foltrigg            | |
| 1994 | Nascuts per matar (Natural Born Killers)            | Warden Dwight McClusky             | |
| 1994 | Blue Sky                                            | Major Henry 'Hank' Marshall        | |
| 1994 | Cobb                                                | Ty Cobb                            | |
| 1995 | The Good Old Boys                                   | Hewey Calloway                     | també Director |
| 1995 | Batman Forever                                      | Dues Cares/Harvey Dent             | |
| 1997 | Volcano                                             | Mike Roark                         | |
| 1997 | Homes de Negre                                      | Kevin Brown/Agent K                | |
| 1998 | U.S. Marshals                                       | Marshal Samuel Gerard              | |
| 1998 | Small Soldiers                                      | Chip Hazard                        | Veu |
| 1999 | Doble risc (Double Jeopardy)                        | Travis Lehman                      | |
| 2000 | Normes d'intervenció (Rules of Engagement)          | Coronel Hayes 'Hodge' Hodges       | |
| 2000 | Space Cowboys                                       | Hawk Hawkins                       | |
| 2002 | Homes de Negre II                                   | Kevin Brown/Agent K                | |
| 2003 | The Hunted (La presa) (The Hunted)                  | L.T. Bonham                        | |
| 2003 | Desaparicions (The Missing)                         | Samuel Jones                       | |
| 2005 | L'home de la casa (Man of the House)                | Roland Sharp                       | |
| 2005 | The Three Burials of Melquiades Estrada             | Pete Perkins                       | també Director Premi a la interpretació masculina (Festival de Cannes) Nominat — Palma d'Or                                            |
| 2006 | L'últim xou (A Prairie Home Companion)              | Axeman                             | |
| 2007 | No Country for Old Men                              | Ed Tom Bell                        | Nominat — BAFTA al millor actor secundari                                                                                              |
| 2007 | A la vall d'Elah (In the Valley of Elah)            | Hank Deerfield                     | Nominat — Oscar al millor actor |
| 2009 | In the Electric Mist                                | Dave Robicheaux                    | |
| 2010 | The Company Men                                     | Gene McClary                       | |
| 2011 | Captain America: The First Avenger                  | Coronel Chester Phillips           | |
| 2012 | Si vols de debò...                                  | Arnold Soames                      | |
| 2012 | Men in Black 3                                      | Agent K                            | |
| 2012 | Lincoln                                             | Thaddeus Stevens                   | |
| 2012 | Emperador                                           | General Douglas MacArthur          | |
| 2013 | The Family                                          | Robert Stansfield                  | |
| 2014 | The Homesman                                        | George Briggs                      | |
| 2016 | Jason Bourne                                        | El director de la CIA Robert Dewey | |
| 2017 | Benvinguts a Vil·la Capri                           | Leo McKay                          | |
| 2019 | Ad Astra                                            | Clifford McBride                   | |